# Aplysina nuciformis
Aplysina nuciformis är en svampdjursart som först beskrevs av Peter Simon Pallas 1766.  Aplysina nuciformis ingår i släktet Aplysina och familjen Aplysinidae. Inga underarter finns listade i Catalogue of Life.